# Thomas Myhre
Thomas Myhre, né le 6 octobre 1973 à Sarpsborg (Norvège), est un footballeur international norvégien, qui évolue au poste de gardien de but devenu entraîneur et anciennement en équipe de Norvège. Il est entraîneur depuis 2022.
Myhre a obtenu cinquante-six sélections avec l'équipe de Norvège depuis 1998.

## Biographie
Myhre a commencé sa carrière avec Moss FK en deuxième division norvégienne, mais est arrivé aux Viking Stavanger en première division en 1993. Myhre était également le gardien numéro un pour l'équipe nationale norvégienne des moins de 21 ans, avec laquelle il a disputé 27 matchs. Après avoir manqué la saison 1996 entière pour cause de blessure, Myhre est revenu en forme en 1997. Il a été repéré par le club anglais Everton, qui l'a acheté pour £800 000 en novembre 1997.
Myhre s'est immédiatement imposé à Everton comme le gardien de but numéro un de l'équipe première. Le 22 avril 1998, il a fait ses débuts pour l'équipe nationale norvégienne, lors du match face au Danemark et la victoire 2-0 à Copenhague. Myhre a été plus tard choisi pour représenter la Norvège à la coupe du monde 1998, où il était le remplaçant inutilisé de Frode Grodås.
Après une blessure à la cheville, il a été remplacé par Paul Gerrard à Everton en été 1999, les difficultés financières du club ont contribué à le rendre dur pour qu'il reprenne sa place dans l'équipe. Une clause dans la convention de transfert entre Everton et Viking stipule qu'un supplément de £200 000 devrait être payé tous les 20 matchs que Myhre joue pour Everton. En conséquence, il a été prêté à de nombreuses reprises. En deux ans, il a joué pour quatre équipes différentes. Il a été prêté aux Rangers FC en Écosse en 1999.
En 2000, il a été prêté d'Everton à Birmingham City pour éviter une surtaxe encourue pour avoir atteint un nombre d'apparitions pour Everton. Il a bien débuté pour Birmingham, sauvant un penalty contre Wolverhampton Wanderers Football Club. Il a bien joué pour Birmingham, et est revenu en équipe nationale au printemps 2000. À l'Euro 2000 en juin, il a joué chacun des trois matchs de la Norvège. Myhre a gardé les cages contre l'Espagne et la Slovénie, et a concédé seulement un but dans le tournoi, perdant le match contre la Yougoslavie. 
Après l'Euro 2000, Everton l'a prêté aux Tranmere Rovers, puis au club danois du FC Copenhague. En été 2001, Myhre est vendu au turc de Beşiktaş pour £375 000. Après une saison chez Beşiktaş, il s'est déplacé de nouveau en Angleterre pour jouer pour Sunderland en juillet 2002. À Sunderland, Myhre était le deuxième gardien de but derrière Thomas Sørensen, et a été prêté à Crystal Palace en octobre 2003. Son séjour à Sunderland a été entaché par des blessures, et il a joué seulement un match de la qualification à l'Euro 2004 pour la Norvège. Cependant, il est revenu comme gardien de but de premier-choix à Sunderland après le départ de Sørensen, jouant 31 matchs de ligue en la saison 2004-05. Il est également revenu en équipe nationale, jouant 11 des 12 matchs qualificatifs pour la coupe du monde 2006.
Cependant, le contrat de Myhre avec Sunderland s'est achevé en juin 2005, et il a choisi de ne pas le prolonger. Le 21 juillet 2005 il s'est déplacé de nouveau en Norvège et a joint Fredrikstad FK sur un transfert libre, où il a joué pour la coupe. Il a joué deux rencontres pour Fredrikstad FK, y compris une rencontre émotive avec son ancien club de Viking, avant que le club anglais de Charlton le signe pour une affaire de deux ans le 8 août 2005. Au commencement le deuxième gardien de but derrière Stephan Andersen, Myhre s'est établi à Charlton commençant en décembre 2005. Pour le reste de la saison, Myhre a tenu 10 matchs dont plus de dix heures sans concéder un but. À la suite du départ de l'entraîneur Alan Curbishley, il s'est trouvé de nouveau le deuxième gardien de but au début de la saison 2006-07.
Pour la qualification de l'Euro 2008 contre la Turquie le 28 mars 2007, la Norvège menaient 2-0 à la mi-temps. Dans la deuxième mi-temps, Myhre pris un but à la suite d'un coup franc de Hamit Altintop, et a poussé le ballon dans ses propres filets. Quelques minutes avant la fin, un autre tir d'Altintop est passé entre les jambes de Myhre pour un score final de 2-2. Bien que ses équipiers norvégiens l'aient consolé, Myhre déclara ce match comme son « plus mauvais jour sur un terrain ». Une victoire de la Norvège lors de ce match les aurait amenés à l'Euro 2008.

## Palmarès

### En équipe nationale
- 56 sélections et 0 but avec l'équipe de Norvège depuis 1998.
- Participation à la coupe du monde 1998.

### Avec les Glasgow Rangers
- Vainqueur du Championnat d'Écosse de football en 2000.
- Vainqueur de la Coupe d'Écosse de football en 2000.

### Avec FC Copenhague
- Vainqueur du Championnat du Danemark de football en 2001.

### Avec Sunderland
- Vainqueur du Championnat d'Angleterre de football D2 en 2005.